# Драготин
Драготин је насељено место у саставу општине Трнава у Осјечко-барањској жупанији, Република Хрватска.

## Историја
До територијалне реорганизације у Хрватској налазио се у саставу старе општине Ђаково.

## Становништво
На попису становништва 2011. године, Драготин је имао 254 становника.

## Попис1991.
На попису становништва 1991. године, насељено место Драготин је имало 290 становника, следећег националног састава:
| Попис 1991.‍ | Попис 1991.‍ | Попис 1991.‍ | Попис 1991.‍ | Попис 1991.‍ |
| ----------- | ----------- | ----------- | ----------- | ----------- |
|             |             |             |             |             |
| Хрвати      | Хрвати      |             | 290         | 100%        |
| укупно: 290 |             |             |             |             |